# Leszek Barg
Leszek Barg (ur. 31 października 1924 w Rożyskach, zm. 2 lutego 2020) – polski historyk medycyny, prawa, bibliotekoznawstwa.

## Życiorys
Urodził się w Rożyskach jako syn nauczycieli Adama i Janiny z domu Skrzypek. Od 1936 do 1939 uczęszczał do I Państwowego Liceum i Gimnazjum w Stanisławowie, a w 1942 do Szkoły Rolniczej w Wojniczu. W 1942 r., uciekając przed prześladowaniami ukraińskimi, rodzina przeniosła się do Tarnowa. Pod koniec 1945 r. wraz z rodziną wyjechał do Bystrzycy Kłodzkiej. Naukę kontynuował w Liceum im. Bolesława Chrobrego w Kłodzku i w 1946 r. zdał maturę.
W latach 1946–1950 studiował na Wydziale Prawa Uniwersytetu Wrocławskiego, a od 1951 r. pracował w Bibliotece Uniwersyteckiej we Wrocławiu, zaś w 1952 r. został zatrudniony w Bibliotece Głównej Akademii Medycznej i w 1958 r. został jej dyrektorem, będąc nim do emerytury. W 1964 r. uzyskał stopień doktora nauk prawnych.
Prowadził badania w zakresie historii medycyny, był autorem 88 publikacji z zakresu historii medycyny, prawa i bibliotekoznawstwa. Jeden z założycieli wrocławskiego oddziału Polskiego Towarzystwa Historii Medycyny, w którym był skarbnikiem (1963–1968), sekretarzem (1968–1972) i wiceprzewodniczącym (1979–1989), a w 2003 r. otrzymał tytuł honorowego członka. Był także honorowym członkiem Wrocławskiego Towarzystwa Naukowego (2004).
Odznaczony Srebrnym (1970) i Złotym Krzyżem Zasługi (1975), Krzyżem Kawalerskim Orderu Odrodzenia Polski (1983).
Zmarł 2 lutego 2020 i został pochowany na cmentarzu św. Rodziny przy ul. Smętnej we Wrocławiu.
Żonaty z Jadwigą Kosińską, miał dwóch synów.